# Linda Mackenzie
Linda June MacKenzie, född 14 december 1983 i Mackay, Queensland, är en australisk simmare.
Mackenzie blev olympisk guldmedaljör på 4 × 200 meter frisim vid sommarspelen 2008 i Peking.